# Araneus repetecus
Araneus repetecus là một loài nhện trong họ Araneidae.
Loài này thuộc chi Araneus. Araneus repetecus được miêu tả năm 1978 bởi Bakhvalov.